# Michel Teló
Michel Teló (Medianeira, Brazília, 1981. január 21. –) brazil sertanejo énekes, legnagyobb sikerét az Ai Se Eu Te Pego! című dalával érte el.

## Kezdetek
6 éves volt, amikor elénekelt egy darabot az iskolában. Zenei tehetségét apja is meglátta, ezért egy harmonikát ajándékozott neki. 12 évesen kezdett gitározni. Emellett 5 évig zongorázni is tanult és harmonikázott is.

## Grupo Tradição
Teló, amikor csak 16 éves volt, meghívást kapott a Grupo Tradição nevű bandába. A legnagyobb slágerük a Barquinho volt. 2008-ban kilépett a bandából, bármilyen vita vagy harag nélkül.

## A világhírnév
A szólókarrierje jól indult, az Ei Psiu! Beijo me Liga című, illetve az Amanhã Sei lá című dalaival. Azonban mégsem ezek a számok, hanem egy másik dal hozta meg neki a világhírnevet. Ugyanis 2011 októberében megjelent az Ai Se Eu Te Pego! című dala, aminek hatalmas sikere volt.

## A híres tánc
Több labdarúgó is táncolt erre a dalra, többnyire gól után. Íme a lista:
- Cristiano Ronaldo, Marcelo
- Adrian Mierzejewski
- André Santos
- Sebastian Leto, Cleyton, Simão
- Neymar
- Lucas Leiva, Sebastián Coates, Maxi Rodríguez
- Lewis Holtby
- Marco Reus és több csapattársa
- Marquinhos, Ricardo Laborde
- Alexandre Pato, Robinho, Kevin-Prince Boateng
- Emmanuel Eboué, Felipe Melo Sergio Ramos
- Ide köthető az is, hogy Michel Teló jó barátságban van Neymarral, illetve az is, hogy Michel Teló a brazil Grêmio focicsapat nagy szurkolója.

## Fordítás
- Ez a szócikk részben vagy egészben  a   Michel Teló című angol Wikipédia-szócikk fordításán alapul.  Az eredeti cikk szerkesztőit annak laptörténete sorolja fel. Ez a jelzés csupán a megfogalmazás eredetét és a szerzői jogokat jelzi, nem szolgál a cikkben szereplő információk forrásmegjelöléseként.